# سفارة سوريا في لندن
«السفارة السورية في لندن» (بالإنجليزية: Embassy of Syria in London)‏ كانت البعثة الدبلوماسية للجمهورية العربية السورية في المملكة المتحدة. يقع مبنى السفارة في 8 ساحة بلغراف، لندن.
منذ بداية الحرب الأهلية السورية، شهدت السفارة العديد من الاحتجاجات من قبل المعارضين لحكومة بشار الأسد في العام 2011 والعام 2012 والعام 2013 من قبل الناشط أنجم تشودري في 2013. الحكومة البريطانية، بالإضافة إلى العديد من الدول الأخرى، طردت السفير السوري في أيار / مايو 2012 احتجاجاً على تصاعد العنف في البلاد. السفارة حالياً مغلقة.